# Thank You (EP)
Thank You es el séptimo EP lanzado por el productor de complextro Aleksander Vinter, y el cuarto bajo el alias de Savant. El mismo fue lanzado en septiembre de 2013 de forma independiente. El EP consta sólo de dos canciones y la descarga de éstas fue gratuita ya que se alcanzó el dinero donado para hacer el videoclip de la canción «Kali 47», del álbum Cult. La donación se hizo en una campaña en IndieGoGo.

## Lista de canciones
| N.º  | Título             | Duración |  |
| 1.   | «Hostile Makeover» | 5:51     |  |
| 2.   | «Odin»             | 3:38     |  |
| 9:29 |                    |          |  |